# Beyhan Sultan
Beyhan Sultan (1497-1557), est une princesse ottomane, fille du sultan Selim Ier et possiblement de Ayşe Hafsa Sultan. Elle est la sœur du sultan Soliman le Magnifique et l'épouse de Ferhat Pacha.

## Biographie
En 1513, Beyhan Sultan épouse le vizir Damat Ferhat Pacha. La loyauté de Beyhan Sultan envers son mari dépasse sa loyauté envers sa famille, ce qui est rare pour une femme de son rang. Ferhat est connu pour sa conduite avide et impitoyable dans les provinces qui lui sont assignées. Grâce à l'intercession de Ayşe Hafsa Sultan, Ferhat est gracié après ses premiers délits, mais il continue à provoquer les plaintes de la population . Le 1er novembre 1524, Ferhet Pacha réprime la rébellion de Janberdi et est donc exécuté sur les ordres de Soliman le Magnifique.
Beyhan Sultan s'éloigne alors de son frère, refuse de se remarier et vit en exil dans son palais de Skopje. Après 1524, elle se remarie avec Mehmed Pacha .
Le nombre et la paternité des enfants de Beyhan sont débattus : sa seule fille connue avec certitude est Esmehan Hanımsultan, mais on ne sait pas si elle est issue de son premier ou de son deuxième mariage. De plus, des documents relatifs à l'exécution de Ferhad Pacha mentionnent ses enfants et ceux de Beyhan lorsqu'ils parlent du chagrin de sa famille, mais sans préciser leur nom, leur nombre ou leur sexe. La question reste donc controversée.
Beyhan Sultan meurt dans son palais à Skopje en 1559. Sa tombe est située à l'intérieur du türbe de son père dans la mosquée du sultan Selim Ier.